# Бацевич Флорій Сергійович
Фло́рій Сергі́йович Баце́вич (4 травня 1949, Летичів) — український вчений у галузі комунікативної лінгвістики і філософії мови, професор, доктор філологічних наук, завідувач кафедри загального мовознавства Львівського національного університету імені Івана Франка, заслужений професор Львівського університету (2012).
Професор Ф. Бацевич — член експертної ради ВАК України; член спеціалізованої ради з захисту докторських дисертацій з філософії при Львівському національному університеті імені Івана Франка; член редколегії п'яти наукових та науково-методичних видань. Автор понад 300 наукових праць.

## Біографічні відомості
Народився 4 травня 1949 року у смт. Летичів Хмельницької області.
У 1977 році закінчив філологічний факультет Львівського державного університету імені Івана Франка.
Кандидатська дисертація «Внутрішньоструктурний розвиток дієслів, що позначають соціальні стосунки в сучасній російській мові», 1981 рік.
Докторська дисертація «Функціонально-ономасіологічні аспекти дієслівної лексики», шифр 10.02.02 — рос. мова, 10.02.15 — загальне мовознавство, 1995 рік.
Заслужений діяч науки і техніки України (2020).

## Наукові інтереси
Наукові інтереси вченого зосереджені у сфері загального мовознавства, теоретичної семасіології та ономасіології, комунікативної лінгвістики, генології.
Проф. Бацевич Ф. читає курси: Комунікативна лінгвістика, Загальне мовознавство, Філософія мови;
спецкурси: Основи комунікативної лінгвістики, Основи теорії мовленнєвого спілкування.

## Публікації
- Процеси лексико-синтаксичної аналогії та включення і динаміка структури лексичної групи // Мовознавство. — 1979. — № 4. — С. 14-19. (Співавтор: І. Є. Грицютенко).
- О внутриструктурном развитии глагольной лексики современного русского языка (50-70-е годы) // Русское языкознание. — 1980. — Вып. 1. — С. 41-48. (Співавтор: І. Є. Грицютенко).
- Процесс неологизации и его влияние на системные отношения в лексике // Русский язык в школе. — 1981. — № 3. — С. 87-91.
- Деякі спільні тенденції розвитку суспільно-політичної лексики української, російської та болгарської мов на сучасному етапі // Лексика українськоъ мови у її зв'язках з сусідніми слов'янськими та неслов'янськими мовами: Тези доповідей. — Ужгород, 1982. — С. 41-42. (У співавторстві з І. Є. Грицютенком).
- Семантическое варьирование исходных глаголов при конверсных преобразованиях // Исследования по семантике. — Вып. 8. — Уфа, 1982. — С. 48-53.
- Семантика конверсії // Мовознавство. — 1983. — № 1. — С. 39-43.
- Системные связи в семантике и их функциональная динамика // Семантика языка и текста (К проблеме изучения русского языка в союзных республиках): Тезисы межвузовской научной конференции. — Кировоград, 1984. — С. 27-28.
- Функциональная динамика внешних связей лексических системных образований // Вестник Львовского университета. — Сер. филолог. — Вып. 16. Русский язык: вопросы типологии и функционального развития в условиях билингвизма: — Львов, 1985. — С. 11-17. (Співавтор: І. Є. Грицютенко).
- Типология энантиосемичных значений глаголов в современном русском языке // Исследования по семантике. Семантика слова и фразеологизма. — Уфа, 1986. — С. 33-40.
- Учет специфики функционально-системной организации лексики в целях преподавания русского языка как иностранного // Семантика в преподавании русского языка как иностранного. — Харьков, 1987. — С. 60-61.
- Функционально-ономасиологические группы смыслов как деривационная база порождения высказывания // Деривация в речевой деятельности (Общие вопросы. Текст. Семантика): Тезисы научно-теоретической конференции 3-6 октября 1988 г. — Пермь, 1988. — С. 4-5.
- Семантико-синтаксический характер глагольной метонимии // Классы слов в синтагматическом аспекте. — Свердловск: Изд-во Уральского университета, 1988. — С. 114–122.
- Субъектно-предикатные связи в неизосемичных высказываниях: функционально-ономасиологический аспект // Изучение теоретического наследия академика В. В. Виноградова: Методические рекомендации. — Львов, 1989. — С. 23-24.
- Національно-культурний аспект семантики одиниць мови і деякі проблеми теорії мовленнєвої діяльності // Мова і культура нації: Тези доповідей регіональної науково-практичної конференції. — Львів, 1990. — С. 62-63.
- Системна організація лексичного компонента мовленнєвої діяльності (до питання про природу функціонально-ономасіологічних груп) // Мовознавство. — 1991. — № 6. — С. 36-40.
- Дієслівні речення із суб'єктами-натурфактами у російській і польській мовах (функціонально-ономасіологічний аспект) // Проблеми слов'янознавства. — Вип. 43. — Львів, 1991. — С. 97-101.
- Функціонально-відображувальний потенціал українського дієслова // Другий Міжнародний конгрес україністів. Львів, 22-28 серпня 1993 р.: Доповіді і повідомлення. Мовознавство. — Львів, 1993. — С. 162–165.
- Слово в функціонально-ономасіологічному аспекті вивчення // Матеріали Міжнародної наукової конференції «Семантика мови і тексту» 13-15 жовтня 1993 р. — Івано-Франківськ, 1993. — Ч. 2. — С. 12-13.
- Філософія мови в Україні // Українська філологія досягнення і перспективи. До 145-річчя заснування кафедри української філології у Львівському університеті. — Львів, 1994. — С. 71-75.
- Studium językoznawcze fragmentów językowego obrazu świata w języku rosyjskim i polskim: na materiale leksemów czasownikowych // Granice i pogranicza. Język i historia. — Warszawa, 1994. — S. 183–187.
- Співвідношення значення та інтерпретаційного смислу слова у світлі когнітивного підходу до мови // Мова та її функціонування: Вісник Львівського університету. Серія філологічна. — Львів, 1995. — Вип. 25. — С. 30-33.
- Слово в етнокультурно орієнтованому словнику (синхронний та діахронний аспекти) // Міжнародна наукова конференція до 100-річчя Ю. Р. Куриловича: Збірник тез. — Львів, 1995. — С. 25-26. (Співавтор: О. Свідзинська).
- Олександр Потебня і Казимеж Твардовський: спроба порівняння лінгвофілософських концепцій // Проблеми слов'янознавства. — Вип. 47. — Львів, 1995. — С. 142–144.
- Комп'ютерний словник-мінімум української мови // Мовознавство. — 1996. — № 4-5. — С. 34-40. (Співавтори: Р. В. Ардан, З. В. Партико).
- Функционально-ономасиологическая лексикология: сущность, основные понятия, перспективы // Studia Slavica Savariensia. — 1996. — № 1-2. — S. 57-68.
- Теоантропологізм філософії мови східних слов'ян // Міжнародна наукова конференція пам'яті проф. А. О. Білецького «Актуальні питання сучасної філології»: Тези доповідей. — Київ, 1996. — С. 6.
- Філософія мови в Україні кінця ХХ століття (Критичний огляд літератури 90-х років) // Записки Наукового Товариства імені Т. Г. Шевченка. Праці філологічної секції. — Т. 234. — Львів, 1997. — С. 625–634.
- Божественно-людська природа мови в концепції Олександра Потебні // Записки Наукового Товариства імені Т. Г. Шевченка. Праці філологічної секції. — Т. 234. — Львів, 1997. — С. 297–303.
- Мовознавство у Львівському університеті (1661–1939) // Романістичні дослідження: сучасний стан та перспективи (до 100-річчя романістики у Львівському університеті). — Львів, 1997. — С. 42-56. (Співавтор: І. Галенко).
- Рефреймінговий дискурс: шляхи руйнування картини світу // Актуальні проблеми менталінгвістики. — Київ-Черкаси: Брама, 1999. — С. 8-11.
- Про один тип полісемії ментальних дієслівних предикатів української мови // Семантика, синтактика, прагматика мовленнєвої діяльності: Матеріали Всеукраїнської наукової конференції. — Львів: Літопис, 1999. — С. 261–266. (Співавтор: Г. С. Стадник).
- Прагматичні аномалії: спроба типології // Семантика, синтактика, прагматика мовленнєвої діяльності: Матеріали Всеукраїнської наукової конференції. — Львів: Літопис, 1999. — С. 15-26.
- Про один тип прагматичних аномалій, або Чим можна зіпсувати натяк? // Мовознавство. — 2000. — № 2-3. — С. 16-23.
- «Роздуми про мову» Ноама Чомскі // Ноам Чомскі. Роздуми про мову / Пер. з англ. — Львів: Ініціатива, 2000. — С. 9-24.
- Когнітивне і лінгвальне в процесах вербалізації крізь призму мовленнєвих девіацій (етап пропозиціювання) // «З його духа печаттю…» Збірник наукових праць на пошану Івана Денисюка. — Т. 2. — Львів, 2001. — С. 172–178.
- Посткомуністичний тоталітарний дискурс в Україні (про один тип політичних текстів) // Динамизм социальных процессов в постсоветском обществе: Материалы международного семинара. — Вып. ІІ. — Часть І. — Луганск — Цюрих — Женева, 2001. — С. 75-85.
- Когнитивно-риторические модели адресата в современной украинской газетной публицистике: опыт типологии // Научные Записки Луганского гос. пед. ун-та: Структура и содержание связей с общественностью в современном мире. — Луганск, 2002. — С. 17-28.
- Професор Роман Помірко: штрихи до портрета вченого // Вісник Львівського університету. — Серія іноземні мови. — 2002. — № 10. — С. 3-9.
- Атмосфера спілкування: спроба психолінгвістичного дослідження // Мовознавство. — 2002. — № 4-5. — С. 26-32.
- Семантика обманутого ожидания: слово даже у Достоевского // Studia rusystyczne Akademii Święntokrzyskiej. — Том 12. — Kielce, 2003. — S. 97-107.
- Категорії комунікативної лінгвістики // Комунікативна компетентність правників і їх зв'язки з громадськістю. — Львів, 2003. — С. 73-75.
- Демагогія: спроба лінгвістичного аналізу // Україна: культурна спадщина, національна свідомість, державність. — Вип. 12: Ювілейний збірник на пошану члена-кореспондента НАН України Миколи Ільницького. — Львів, 2004. — С. 577–590.
- Пролегомены к теории коммуникативного смысла // Культура народов Причерноморья. — № 49. — Т. 1. — Симферополь, 2004. — С. 77-79.
- Основи комунікативної лінгвістики: Підручник. — К.: Видавничий центр «Академія», 2004. — 344 с. (Серія «Альма-матер»).
- Лінгвістична генологія: проблеми і перспективи. Монографія. — Львів: ПАІС, 2005. — 264 с.
- Ідеї О. Потебні у творчій спадщині Л. С. Виготського // Наукова спадщина О. О. Потебні в контексті сучасності. — К., 2005. — С. 37-42.
- Potebnia and Twardowski: an Attempt at Comparing Their Linguistic-Philosophical Theories // Myśli o języku, nauce i wartościach. Księga ofiarowana Profesorowi Jackowi Juliuszowi Jadackiemu w sześćdziesiątą rocznicę urodzin. — Warszawa: Semper, 2006. — S. 75-80.
- «Сім гріхів», або За що філософи критикують природну мову? // Філософська думка. — 2006. — № 5. — С. 110–126.
- Філософська критика природної мови: чому і за що? // Мова. Людина. Світ: До 70-річчя проф. М. Кочергана. Збірник наукових статей / Відп. ред Тараненко О. О. — К.: Вид. центр КНЛУ, 2006. — С. 38-45.
- Іронічний есей про іронію // Іронія. Збірник наукових статей / Упорядники О. Галета, Є. Гулевич, З. Рибчинська. — Львів: Літопис; Київ: Смолоскип, 2006. — С. 99-100.
- Вступ до лінгвістичної генології: Навчальний посібник. — К.: Видавничий центр «Академія», 2006. — 248 с. (Сер. «Альма-матер»).
- Функціональна лінгвістика // Українська мова. Енциклопедія. — Вид. 3-є, доповнене. — К.: Видавництво «Українська енциклопедія ім. М. Бажана», 2007. — С. 809–810.
- Мацюк Галина Петрівна // Українська мова. Енциклопедія. — Вид. 3-є, доповнене. — К.: Видавництво «Українська енциклопедія ім. М. Бажана», 2007. — С. 346.
- Лінгвофілософія // Українська мова. Енциклопедія. — Вид. 3-є, доповнене. — К.: Видавництво «Українська енциклопедія ім. М. Бажана», 2007. — С. 329–330.
- Комунікативні перемоги і поразки Євгена Рафаловича. Комплексний аналіз комунікативних ситуацій // Стежками Франкового тексту. Комунікативні, стилістичні та лексикографічні виміри роману «Перехресні стежки» / Ф. С. Бацевич (відповідальний редактор), С. Н. Бук та ін. — Львів: Видавничий центр ЛНУ ім. Івана Франка, 2007. — С. 11-59.
- Сутність та предмет дослідження філософії мови (погляд лінгвіста) // Філософська думка. — 2007. — № 2. — С. 112–124.
- «Капсула сприйняття», або Мова в концепції Карлоса Кастанеди // Ритми сучасної філології. До 50-річчя професора Т. А. Космеди. — Львів: ПАЇС, 2007. — С. 16-28.
- Словник термінів міжкультурної комунікації. — Київ: «Довіра», 2007. — 205 с.
- Синергетика рідної мови // Урок української. — 2008. — № 5/6. — С. 63-66.
- Комунікативні особливості вигуку НУ в сучасному українському мовленні // Дивослово. — 2008. — № 6. — С. 31-33.
- Природа мови у філософській концепції Павла Флоренського // Філософська думка. — 2008. — № 1. — С. 101–113.
- Філософія мови. Історія лінгвофілософських учень. Підручник. — К.: Видавничий центр «Академія», 2008. — 240 с. (Сер. «Альма-матер»).
- Лінгвістична прагматика: спроба обґрунтування проблемного поля і дослідницької одиниці // Мовознавство. — 2009. — № 1. — С. 29-37.
- Духовна синергетика рідної мови. Лінгвофілософські нариси. Монографія. — К.: Видавничий центр «Академія», 2009.
- Рідна мова в наукових концепціях Івана Огієнка // Вивчаємо українську мову та літературу. — 2010. — № 7 (227). — С. 16-18.
- Прагматичні пресупозиції: спроба типології // Людина. Комп'ютер. Комунікація: Збірник наукових праць. — Львів: Видавництво Національного університету «Львівська політехніка», 2010. — С.8-10.
- Ненормативное употребление устойчивых словосочетаний в прямом футбольном телерепортаже: действие лексических параметров magn и oper (на материале украинского языка) // Slowo. Text. Czas. Х. Jednostka fgazeologiczna w tradycyjnych i nowych paradygmatach naukowych. Pod red. M.Aleksienki i H.Waltera. — Szczecin; Greifswald, 2010. — S. 127–136.
- Нариси з лінгвістичної прагматики: Монографія. — Львів: ПАІС, 2010. — 336 с.